# 이탈리아 U-16 축구 국가대표팀
이탈리아 U-16 축구 국가대표팀(이탈리아어: Nazionale Under-16 di calcio dell'Italia)은 이탈리아를 대표하는 16세 이하의 축구 국가대표팀으로, 이탈리아의 축구 관리 기관인 이탈리아 축구 연맹의 관리를 받는다.

## 역대 감독
| 감독              | 임기        |
| ----------------- | ----------- |
| 마르코 타르델리   | 1988 ~ 1990 |
| 잔프랑코 졸라     | 2011 ~ 2012 |
| 파트리치아 파니코 | 2017 ~      |